# Aleksandar Radovanović
Aleksandar Radovanović (Servisch: Александар Радовановић) (Šabac, 11 november 1993) is een Servisch voetballer die sinds 2025 uitkomt voor Real Zaragoza.

## Carrière
Radovanović speelde in eigen land voor FK Mačva Šabac, OFK Beograd, Spartak Subotica en FK Vojvodina. In juni 2018, amper een halfjaar nadat hij bij Vojvodina had getekend, verhuisde hij naar de Franse tweedeklasser RC Lens. Radovanović werd er meteen een vaste waarde onder trainer Philippe Montanier, maar op 30 november 2018 liep hij in de competitiewedstrijd tegen FC Lorient een kruisbandblessure op die hem de rest van het seizoen aan de kant hield.
Radovanović maakte een succesvolle comeback na zijn zware blessure en slaagde er in het seizoen 2019/20 in om promotie naar de Ligue 1 af te dwingen. In september 2020 toonde Standard Luik, waar Philippe Montanier in juni van dat jaar trainer was geworden, interesse in hem. Radovanović bleef bij Lens, maar kwam in de Ligue 1 amper aan spelen toe. In januari 2021 trok hij uiteindelijk toch naar België, waar hij een contract voor anderhalf jaar ondertekende bij KV Kortrijk. Ook Charleroi had interesse getoond.